# El Forn d'Alcedo
El Forn d'Alcedo és un barri i pedania de la ciutat de València pertanyent al districte dels Pobles del Sud. Tenia 1.281 habitants censats l'any 2022 segons l'ajuntament de València, que classifica el barri amb el codi 19.1.

## Geografia

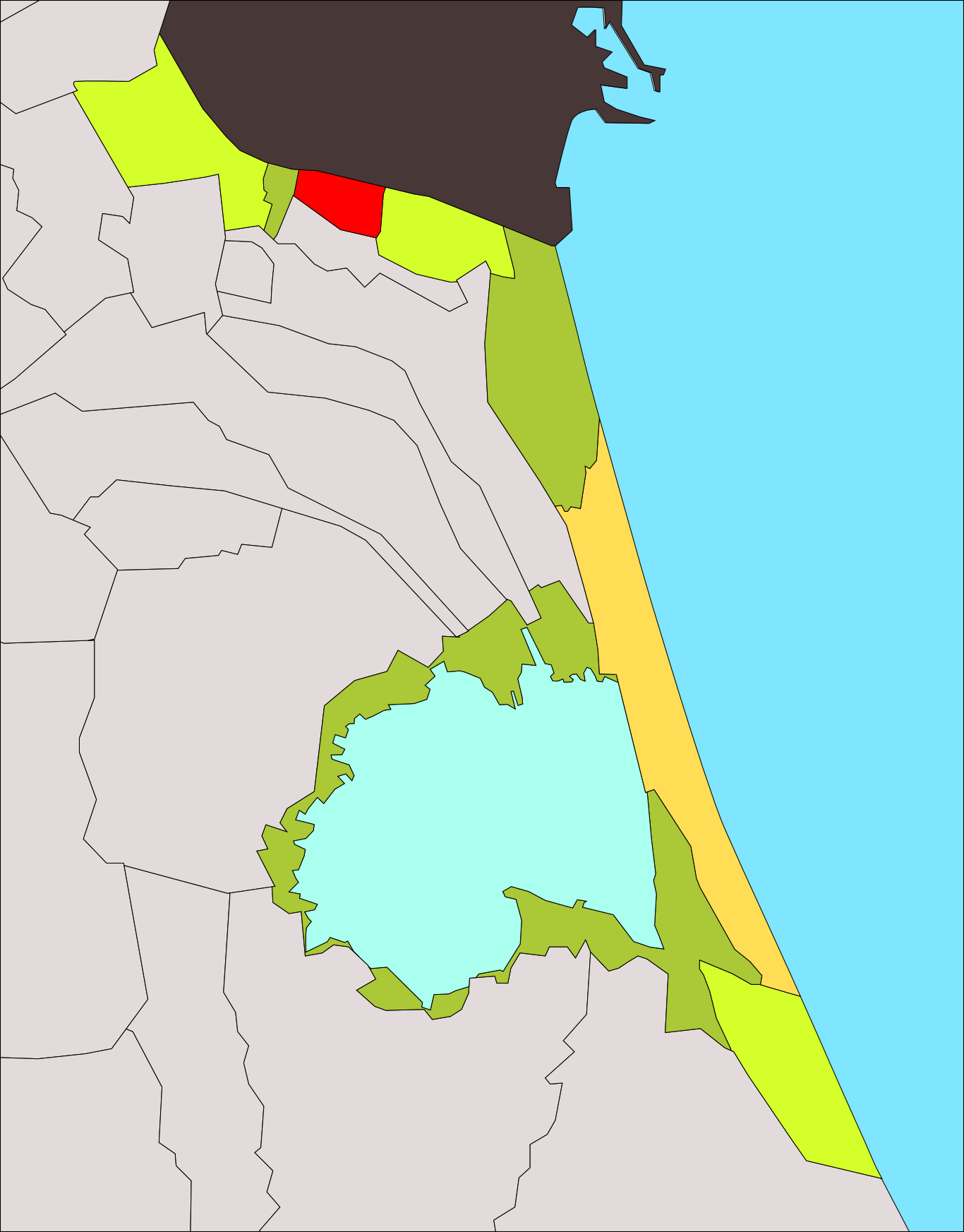
Localització dins del districte

El Forn d'Alcedo forma part del districte dels Pobles del Sud, localitzat a la part meridional del terme municipal de València, entre la nova llera del riu Túria i l'Albufera de València. Els límits del barri el conformen el nou riu Túria (nord) i a la fita amb el municipi de Sedaví (sud); a l'oest xoca amb les línies de ferrocarril i confronta amb el barri de la Torre, mentre a l'est topa amb la pista de Silla i el barri de Castellar-Oliveral. L'Ajuntament de València atorga al barri el codi administratiu 19.1, és a dir, 19 per formar part del districte número 19 i 1 per ser el primer barri d'aquest.
El barri inclou diversos polígons industrials i d'un col·legi de primària i infantil, el CP Forn d'Alcedo. El Forn d'Alcedo té el principal vial de comunicació en la V-30 o autovia de circumval·lació situada tot just al nord del poble, que l'enllaça amb la pista de Silla i la resta de les eixides i entrades a la ciutat. Les estacions de tren més properes són la de la Font de Sant Lluís, al nord, i la de Benetússer, al sud. Queda connectada amb Pinedo a través d'una carretera secundària.

### Nomenclàtor
- Cam. Alabau
- Cam. Alqueria del Cachorro
- E/ Alqueria del Passiego
- C/ Alqueria del Sucrer
- C/ Assagador de la Torre
- Av. Ausiàs March
- E/ Casa del Llop
- E/ Casa del Sereno
- E/ Casa dels Colomins
- E/ Casa dels Minguets
- C/ Creueta Alta
- C/ Enrique Olmos Cercós
- Pl. Església del Forn d'Alcedo
- Av. Europa
- Cam. Forn d'Alcedo
- C/ Guadalquivir
- C/ José Martí
- Av. Karl Marx
- C/ Llenya
- C/ Llidorners
- C/ Molí de Pala
- C/ Pí Blanc
- E/ Ridaures
- C/ Riu Cabriol
- Pl. Riu Segura
- C/ Rotglà i Corberà
- C/ Salem
- C/ Sedaví
- C/ Segart
- C/ Sorollers
- Av. Treballadors

## Història

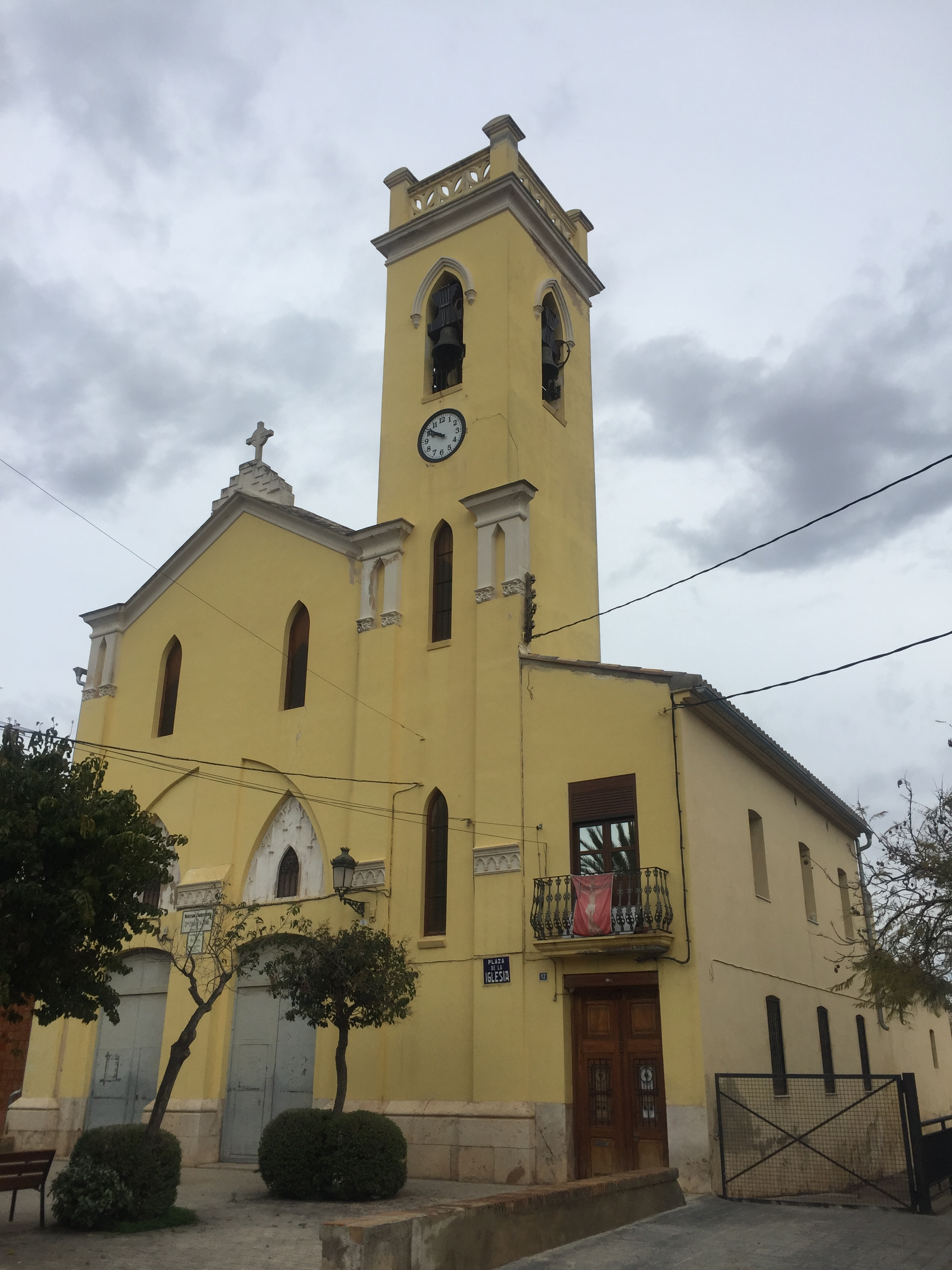
Església del Forn d'Alcedo

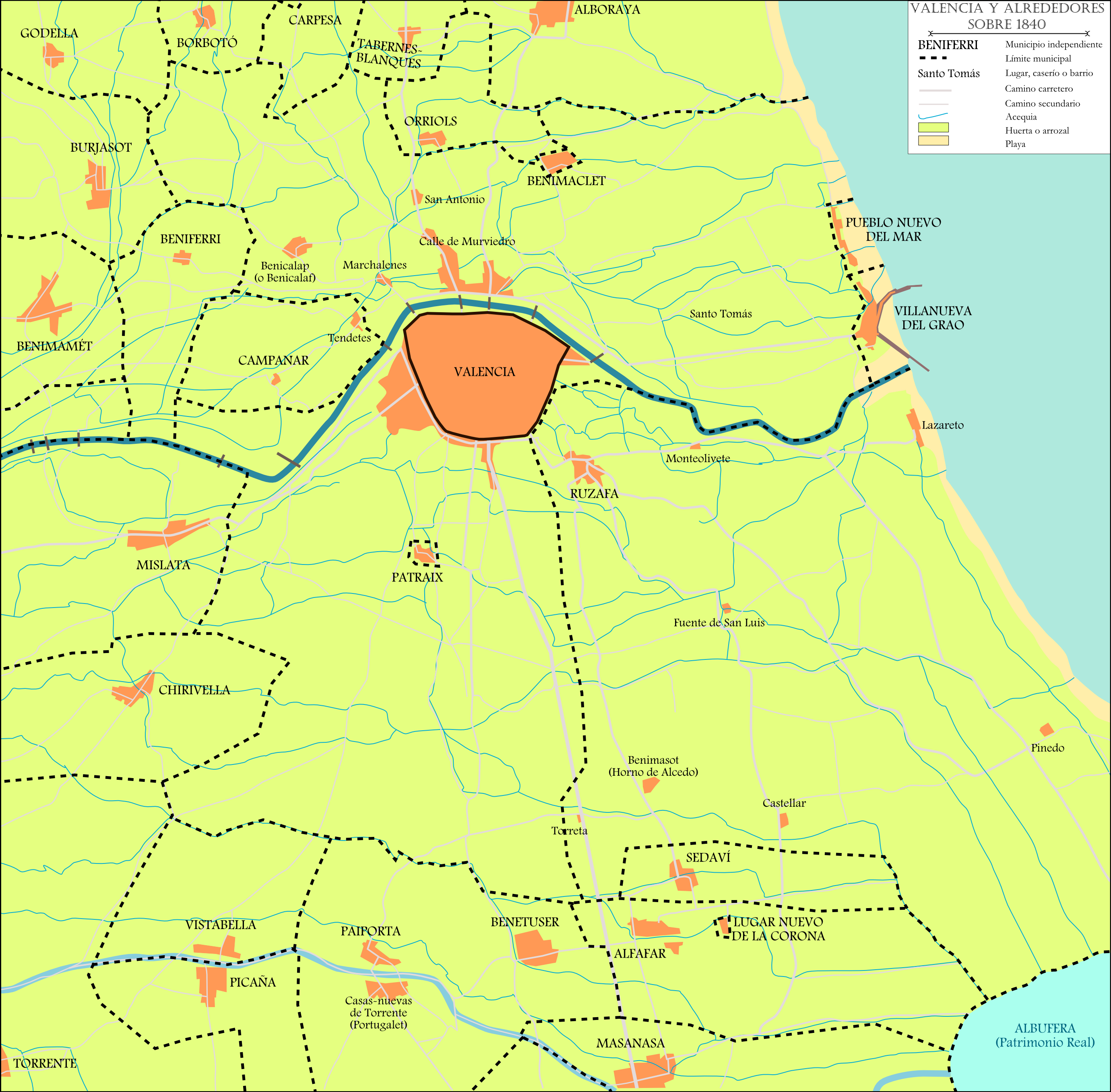
Mapa del 1840

Segons Vicente Ibáñez Espinosa, el primer topònim pel qual es coneix l'actual zona del Forn d'Alcedo és el de Benimassot, d'origen àrab, que desaparegué al llarg del segle XVIII en favor del d'Horno d'Alcedo. Este nom prové d'un important forn de pa que encara hui existeix i que, molt segurament, fou propietat de Francisco de Alcedo y Capetillo de Capetillo de Llano y Orcasitas, castellà cavaller pensionat de la Reial i Distingida Orde de Carles III i propietari d'una gran finca i dues grans alqueries en esta partida.
L'àrea que hui ocupa el Forn d'Alcedo sembla correspondre's amb l'antic rahal de Benimassot, que ja apareix en el Llibre del Repartiment, en una donació que fa Jaume I a Ferran Humbert, Bonifaci Pellicer, Bernat Baster, Bernat de Salaverd i Ramon Ferran. A esta donació varen seguir altres, quedant el rahal repartit entre varis cavallers, escrivans i abat, que el varen destinar a una explotació agrícola prou intensa.
Les primeres senyes estadístiques del Forn d'Alcedo són de mitjans del segle XIX, quan pertanyia al desaparegut municipi de Russafa. En estes dates la major part dels quasi 2.000 habitants de la partida vivien repartits per l'horta, en alqueries i cases de labrança, mentres que el núcli històric a penes contava amb uns pocs carrers.
En l'any 1877, el Forn d'Alcedo, junt amb tot el territori de l'antic municipi de Russafa, va passar a formar part del terme municipal de València. La primera expansió es va donar en la dècada de 1960 amb la construcció d'un grup de 320 vivendes de la Cooperativa de treballadors ferroviaris, als que es varen sumar en les dècades següents nous edificis de vàries altures. Així, la pedania té en l'actualitat dos parts dividides per l'antiga carrera de Malilla: a l'oest el núcli històric i a l'est l'eixample. El Forn d'Alcedo fou, junt amb altres municipis de l'Horta Sud, afectat per la gota freda de 2024 al País Valencià.

## Demografia
Població segons origen (2024)
Activitats econòmiques (2024)
Població per edat (2024)

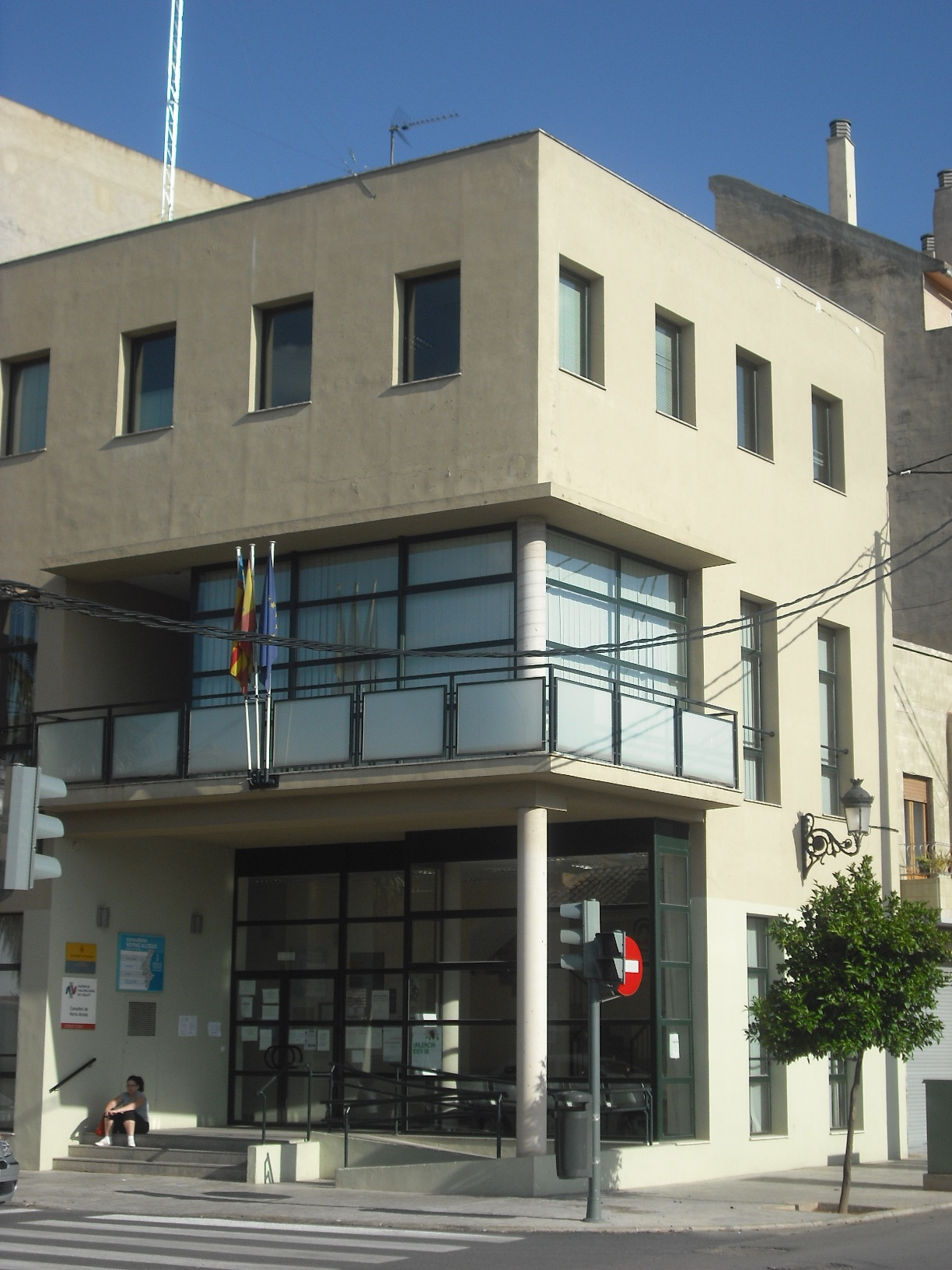
Alcaldia pedània i consultori mèdic

Des dels primers registres de l'any 1970, la població d'el Forn d'Alcedo s'ha mantingut de manera estable i moderada. Segons la fitxa d'estadística de l'Ajuntament de València de l'any 2024, al barri viuen 1.368 persones, de les quals hi han 659 homes i 709 dones; majoritàriament entre els 45 i 59 anys ambdós sexes. Quant a alfabetització, el grup més nombrós d'habitants (448) té "graduat escolar o equivalent" seguit del que té "Batxiller, Formació Professional de Segon Grau o Títols equivalents o superiors" (415) fent aquests dos grups més del 50% de la població. Hi han 226 menors d'edat al barri.
El Forn d'Alcedo només té una institució d'ensenyament reglat: el CEIP Forn d'Alcedo, un centre educatiu públic que impartix l'educació infantil i la primària; per tal de cursar l'ESO o el batxillerat, els habitants han de desplaçar-se a altres barris, districtes o municipis. El barri disposa d'un consultori mèdic ubicat a l'edifici de l'alcaldia pedània i que compta amb servici d'infermeria, medicina familiar i pediatria depenent de l'hospital Doctor Peset.
| Gràfica d'evolució de El Forn d'Alcedo entre 1970 i 2021 |
|                                                          |

## Transport

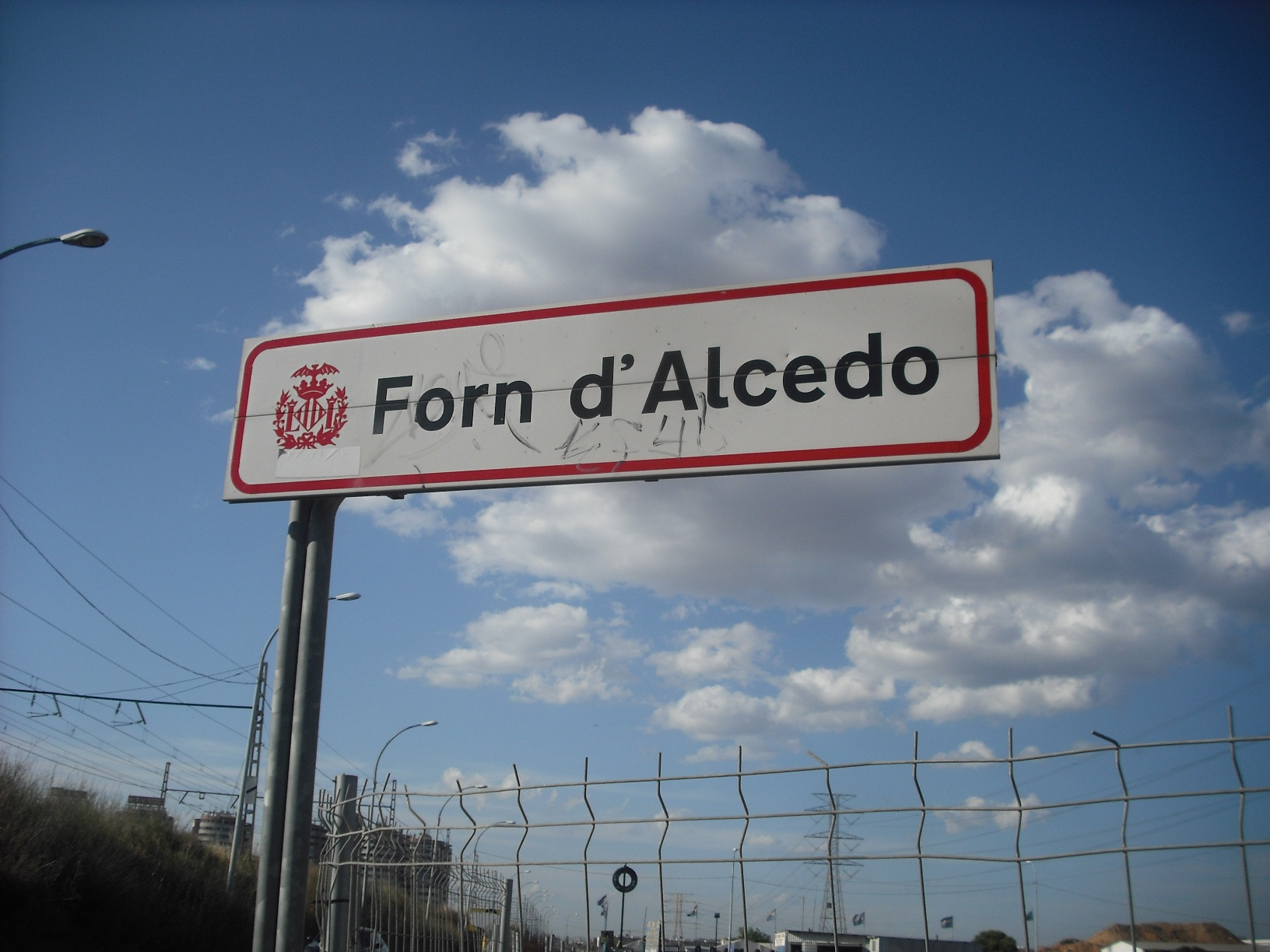
Senyal d'entrada des de la Torre

- Autobusos Metropolitans de València (MetroBus)[10]
  - 183
- Empresa Municipal de Transports de València (EMT)[11]
  - 9 - 23
- Xarxa de Carreteres de l'Estat Espanyol[12]
  - V-30 - N-332 - N-335 - N-430
- Valenbisi
  - Sense aparcaments.[13]